# Kidi Bebey
Pour les articles homonymes, voir Bebey.
Kidi Bebey est une journaliste, éditrice et auteure française, née de parents camerounais. Elle est la fille du  musicien et écrivain camerounais Francis Bebey, et la sœur des musiciens Patrick et Toups Bebey.

## Biographie
Après des études de lettres modernes, elle soutient en 1991 à l'Université Lille III une thèse de doctorat intitulée La danse et ses exploitations littéraires chez les romanciers sahéliens et bantous,  puis obtient un master de management de l'édition à Sup de Co (ESCP).
Kidi Bebey est la rédactrice en chef des magazines panafricains d'information pour la jeunesse Planète Jeunes puis de Planète Enfants (Bayard). 
Elle est ensuite productrice radio ("Reines d'Afrique") sur Radio France Internationale. [réf. nécessaire].
Son premier album Pourquoi je ne suis pas sur la photo ?, illustré par Christian Kingue Epanya, est publié en 1999.
De 2006 à 2009, elle produit et anime sur Radio France internationale l'émission quotidienne Reines d’Afrique, puis enchaîne avec la chronique L'Afrique des femmes diffusée chaque matin sur France Culture. De plus, elle réalise un court métrage Cherche homme courageux en 2006 (production Scénarios d'Afrique). Depuis 2009, elle se consacre bà l'écriture, au journalisme, à l'édition .
En 2016, elle publie son premier roman, Mon royaume pour une guitare, inspiré de l'histoire familiale, et en particulier du parcours de son père Francis Bebey.
Chroniqueuse littéraire pour Le Monde  depuis 2021.

## Ouvrages
- Pourquoi je ne suis pas sur la photo ?, illustrations de Christian Kingue Epanya,  Édicef, 1999
- Dans la cour des grands, Coédition CEDA Abidjan/Hurtubise HMH Canada, 1999 (rééd. Édicef Hachette International, 2011)
- Ouste les loups ! Bayard éditions, 2004  •
- C'est dur... Quand papa n'a plus de travail, Océan éditions/SCEREN/CRDP La Réunion, 2006  •
- Un bébé... Et moi, alors ?, Bayard Éditions, 2007  •
- Filles et garçons, tous différents, tous égaux, Belin, 2008  •
- Modibo Keita, le premier président du Mali, Cauris Éditions,2010  •
- Kwame Nkrumah, Il rêvait d'unir les Africains, Cauris Éditions, 2010  •
- Les Saï-Saï et le bateau-fantôme, Édicef Hachette International, 2011  •
- Les Saï-Saï Mystère à l'école de foot, Édicef Hachette International, 2011  •
- Les Saï-Saï et les voleurs de voix, Édicef Hachette International, 2012  •
- Les Saï-Saï et le secret du marché, Édicef Hachette International, 2012  •
- Les Saï-Saï contre l'escroc du web, Édicef Hachette International, 2013  •
- Enfin chez moi !, Didier-FLE, collection « Mondes en VF », 2013  •
- Aimé Césaire, le poète-prophète, Cauris Livres, 2013  •
- Miriam Makeba, la reine de la chanson africaine, Cauris Livres, 2014  •
- Les Saï-Saï sont O.Q.P, (ed. Édicef Hachette International, 2014)
- Adaptation Série TV Chica Vampiro, (ed. Pocket Jeunesse)
- Adaptation Série BD Seuls (d'après l'univers original de Fabien Vehlmann et Bruno Gazotti (La disparition - Les Maîtres des couteaux - Le Clan du requin - Les Cairns rouges - Au coeur du Maëlstrom) (ed. Pocket Jeunesse)
- Adaptation série jeunesse Les Petits vétérinaires (ed. Pocket Jeunesse)
- Adaptation "Etoile!"  d'après la vie de Marie-Claude Pietragalla - 6 tomes(éd. Michel Lafon)
- Mon royaume pour une guitare[2], Michel Lafon, 2016, (édition de poche Pocket 2018) -  Traduction par Karen Lindo, My Kingdom for a guitar  (Indiana University Press, 2021)
- L'Orage, ed. Gaandal (2017)
- Fan de danse classique, (ed. Deux Coqs d'or) 2021
- Comment ça va Benjamin (CE1 - éd Africa Education, 2022) Traduction How are you Benjamin (illust. Christian Epanya)
- Bintou et Issa à l'île de Gorée (UNESCO  et éd. Langages du Sud) 2024
- Bintou et Issa à l'île Maurice (UNESCO  et éd. Langages du Sud) 2024
- La fourmi qui ne voulait pas travailler (ed. Adinkra 2024)